# Uithof (sneltramhalte)
Uithof is een sneltramhalte van RandstadRail bij het Haagse Uithofpark en is het westelijke eindpunt van RandstadRail lijn 4. De halte heeft een eilandperron maar is geen kopeindpunt. Na vertrek van de halte wordt door een keerlus gereden. Sinds 4 december 1988 tot 2007 bevond zich op dezelfde plaats de eindhalte en keerlus van tram 6. 
De Uithof · 
Beresteinlaan ·
Bouwlustlaan ·
De Rade ·
Dedemsvaartweg ·
Zuidwoldepad ·
Leyenburg ·
Monnickendamplein ·
Tienhovenselaan ·
Dierenselaan ·
De la Reyweg ·
Monstersestraat ·
HMC Westeinde ·
Brouwersgracht ·
Grote Markt ·
Spui ·
Centraal Station (NS) ·
Beatrixkwartier ·
Laan van NOI (NS) ·
Voorburg 't Loo ·
Leidschendam-Voorburg ·
Forepark ·
Leidschenveen ·
Voorweg Laag ·
Centrum-West ·
Stadhuis ·
Palenstein ·
Seghwaert ·
Willem Dreeslaan ·
Oosterheem ·
Javalaan ·
Van Tuyllpark ·
Lansingerland-Zoetermeer (NS)